# Васильев, Владимир Львович
Владимир Львович Васильев (род. 27 июля 1979, Чебоксары, СССР) — российский региональный (Чувашская Республика) журналист, генеральный директор - главный редактор АО "Газеты "Советская Чувашия" (с 2013).

## Биография
Владимир Васильев родился 27 июля 1979 года в Чебоксарах, в семье известного республиканского журналиста Льва Леонидовича Васильева. Мать - Васильева Надежда Вавиловна.
Студентом-очником факультета журналистики Чувашского государственного университета имени И.Н. Ульянова с 1998 года начал работать корреспондентом газеты «Чебоксарские новости». С 2000 года — ведущий специалист Министерства строительства, ЖКХ и дорожного хозяйства Чувашской Республики - пресс-секретарь первого министра строительства Чувашии Филатова Владимира Николаевича. В 2001 году окончил факультет журналистики Чувашского государственного университета имени И. Н. Ульянова.
В 2001 году работал консультантом отдела пресс-службы информационно-аналитического управления Администрации президента Чувашской Республики.
Возглавлял пресс-службу ОАО «Ипотечная корпорация Чувашской Республики», реализовал медиа-проект по созданию и выпуску коммерческого печатного издания «Ипотека Чувашии». В дальнейшем был переведен на должность советника главного федерального инспектора по Чувашской Республике по связям с общественностью. С 2006 по 2013 годы возглавлял пресс-службу ООО «Коммунальные технологии» (Чебоксары),  руководил выпуском корпоративного издания «Коммунальные технологии».
Со 2 июля 2013 года является генеральным директором — главным редактором АО «Газета «Советская Чувашия». Куратор проведения на территории республики совместно с Чувашским госуниверситетом акции "Тотальный диктант". 
В 2018 году получил диплом ФГБОУ ВПО «Российская академия народного хозяйства и государственной службы при Президенте Российской Федерации».
Также является Председателем Общественного совета при Управлении Росреестра по Чувашской Республики. Член правления - заместитель председателя Союза журналистов Чувашской Республики. Выпускник первого потока "Мастерской новых медиа" в 2021 году.   Преподает в Чувашском государственном университете имени И.Н.Ульянова. Руководит медиа-проектами "Чувашинформ" и "МК в Чебоксарах". Известен тем, что считается одним из немногих главных редакторов республики, кто пишет сам.  

## Семья и личная жизнь

### Семья
Супруга — Анастасия в 2001 году окончила факультет журналистики Чувашского государственного университета имени И. Н. Ульянова и руководит пресс-службой Госавтоинспекции Чувашии.
Отец — Лев Леонидович Васильев (2 июля 1953 — 22 июля 2015) — журналист-обозреватель и главный редактор печатных СМИ в Чувашской Республике, член Союза журналистов России. Работал в многотиражке «Текстильщик», газетах «Рабочая жизнь», «Вести Чувашии» (главный редактор; 2001-2002), «Республика» (2002—2005); был главным редактором городской газеты «Чебоксарские новости» (1991—1993, 1998—2000). Работал также в редакции газеты «Советская Чувашия» (1984—1991, с 2005 по 2015 — старший корреспондент). Лауреат Российского национального конкурса журналистов «Сельский портрет», памятная медаль к 100-летию М. Шолохова, ежегодная премия Союза журналистов Чувашии имени Леонида Ильина, диплом лауреата Национальной премии «Хрустальный Компас» за проект «Заповедные уголки Чувашии», медаль ордена «За заслуги перед Чувашской Республикой». Автор цикла статей «В редакцию не вернулись с войны. Вспоминая имена погибших журналистов» об участниках Великой Отечественной войны. Воспевал жителей села и простых людей, которые любили свою малую родину и стремились максимально ей помочь стать лучше.  

### Убеждения
Любит историю, большое кино, свою семью, Чувашию и свою работу. О событиях 1917 года: «Единственным стопроцентно хорошим моментом этого года это было создание „Советской Чувашии“».

## Участие в профессиональных сообществах
- Член Координационного совета региональных средств массовой информации при Общественной палате Российской Федерации,
- Член АРС-ПРЕСС

## Награды
- Благодарность Министерства строительства, архитектуры и дорожного хозяйства Чувашской Республики,
- Благодарность Главного Федерального инспектора по Чувашской Республике,
- Благодарность Главы Чувашской Республики.
- Благодарность Федеральной службы судебных приставов.
- Почетная грамота Министерства информационной политики и массовых коммуникаций Чувашской Республики,
- Почетная грамота Федерального агентства по печати и массовым коммуникациям,
- Почетная грамота Министерства физической культуры и спорта Чувашской Республики,
- Почетная грамота Министерства сельского хозяйства Чувашской Республики.
- Заслуженный работник культуры Чувашской Республики.
- Почетный знак Союза журналистов России «За заслуги перед профессиональным сообществом»